# Никола Хърлев
Никола Георгиев Хърлев е български общественик и революционер, деец на Вътрешната македоно-одринска революционна организация.

## Биография
Никола Хърлев е роден през 1873 година в сярското село Горно Броди, тогава в Османската империя. Негов брат е революционерът от ВМОРО Андрей Хърлев. Завършва в 1892 година със седмия випуск Солунската българска мъжка гимназия. През 1896 година е главен учител на третокласното училище в Кавадарци и същевременно е председател на Тиквешкия революционен комитет на ВМОРО, докато членове са Георги Попхристов, Иван Минчев, Янаки Илиев и Атанас Божков. После се премества в Гевгели, където върши същата дейност. Като член на Гевгелийския революционен комитет представлява Гевгелийския революционен район на Солунския конгрес на ВМОРО от 1903 година, когато е взето решение за вдигане на Илинденско-Преображенското въстание. След това последователно е учител в Лерин, Драма, Кукуш и други. През 1909 година е кукушки околийски училищен инспектор.
Умира на 21 март 1931 година в София.